# Crossodactylus trachystomus
Crossodactylus trachystomus är en groddjursart som först beskrevs av Johannes Theodor Reinhardt och Christian Frederik Lütken 1862.  Crossodactylus trachystomus ingår i släktet Crossodactylus och familjen Hylodidae. IUCN kategoriserar arten globalt som otillräckligt studerad. Inga underarter finns listade i Catalogue of Life.